# Werner Schönfelder
Werner Schönfelder (* 3. März 1908 in Peine; † 22. August 1982 in Bad Nenndorf) war ein deutscher Theologe und Politiker (DP, CDU). Er war von 1947 bis 1970 Abgeordneter im Niedersächsischen Landtag.
Nach dem Besuch des Realgymnasiums in Peine studierte Schönfelder evangelische Theologie und arbeitete seit 1933 als Geistlicher am Gerichtsgefängnis in Hannover. Seit 1935 war er als Pastor in Woltersdorf tätig.
Schönfelder beteiligte sich 1945 an der Gründung der Niedersächsischen Landespartei (NLP) im Landkreis Lüchow-Dannenberg, aus der später der niedersächsische Landesverband der Deutschen Partei (DP) hervorging. Er wurde 1947 in den Niedersächsischen Landtag gewählt, war dort von 1949 bis 1951 Vorsitzender der DP-Fraktion und von 1951 bis 1955 Vorsitzender der gemeinsamen Fraktion aus DP und CDU. Von 1955 bis 1959 war er stellvertretender Vorsitzender der DP/CDU-Fraktion und von 1959 bis 1962 erneut Vorsitzender der DP-Fraktion. Nach seinem Übertritt zur CDU am 29. März 1962 war er bis 1967 stellvertretender Vorsitzender der CDU-Fraktion. Außerdem war er von 1951 bis 1963 Vorsitzender des Kultusausschusses. 1970 schied er aus dem Landtag aus.
Für seine Verdienste bekam er das Große Verdienstkreuz des Verdienstordens der Bundesrepublik Deutschland und das Große Verdienstkreuz des Niedersächsischen Verdienstordens verliehen.